# 蔚来EC6
蔚来EC6是中国蔚来汽车出品的一款电动运动型多用途车，于2020年面世，2023年推出改款车型。

## 介绍
低配版最大功率 320 kW（429 hp），0到100公里加速5.6秒。高配版最大功率 400 kW（536 hp），0到100公里加速4.7秒。
2020年2月，蔚来汽车开始在合肥江淮汽车的工厂量产EC6。EC6于同年7月上市、9月开始交付。
2023年9月，蔚来发布全新一代EC6，并实现发布即交付。新EC6基于第二代技术平台（NT2.0）开发，代表蔚来已经完成全部产品的新平台切换。

## 第一代

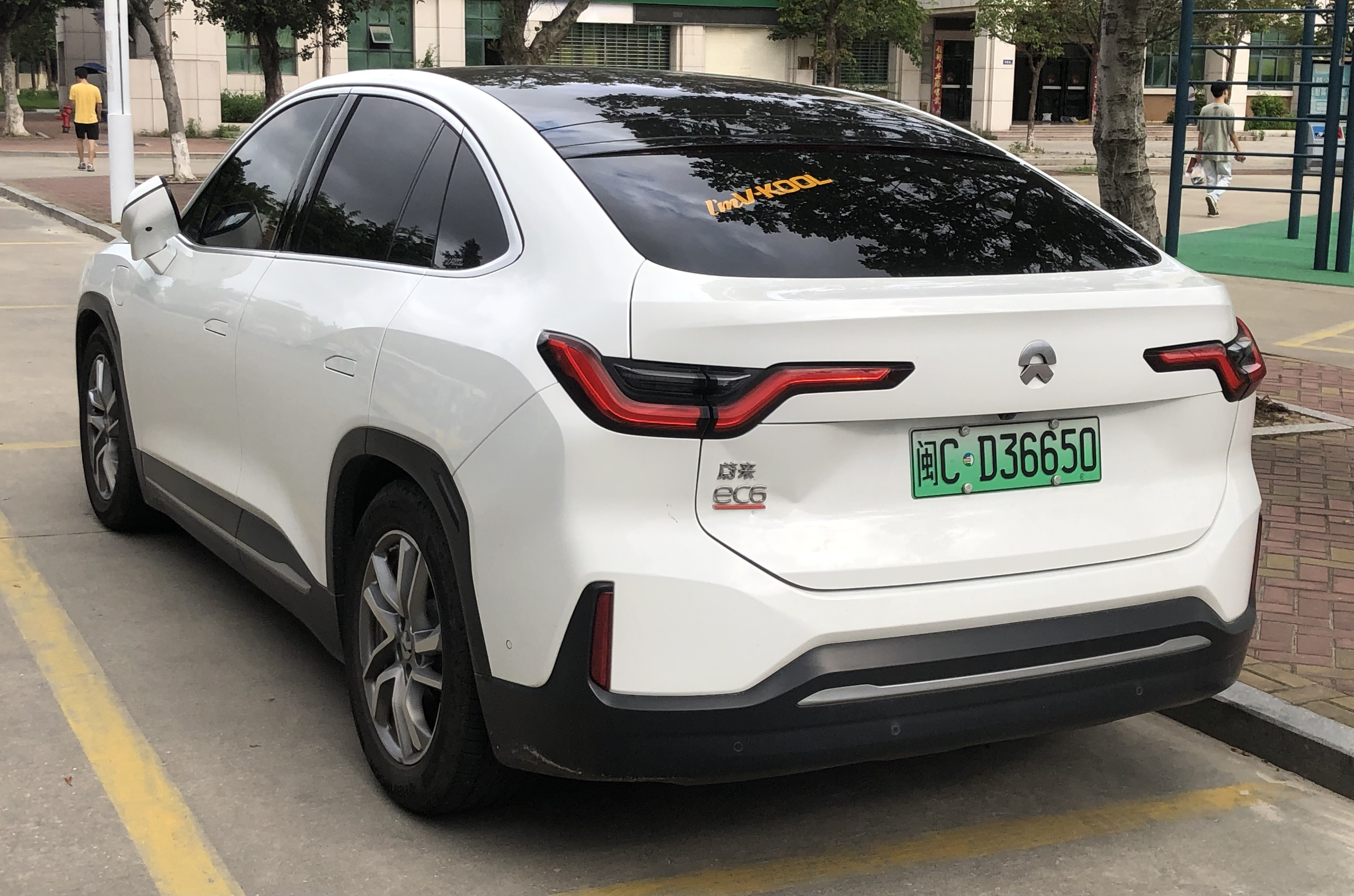
車尾

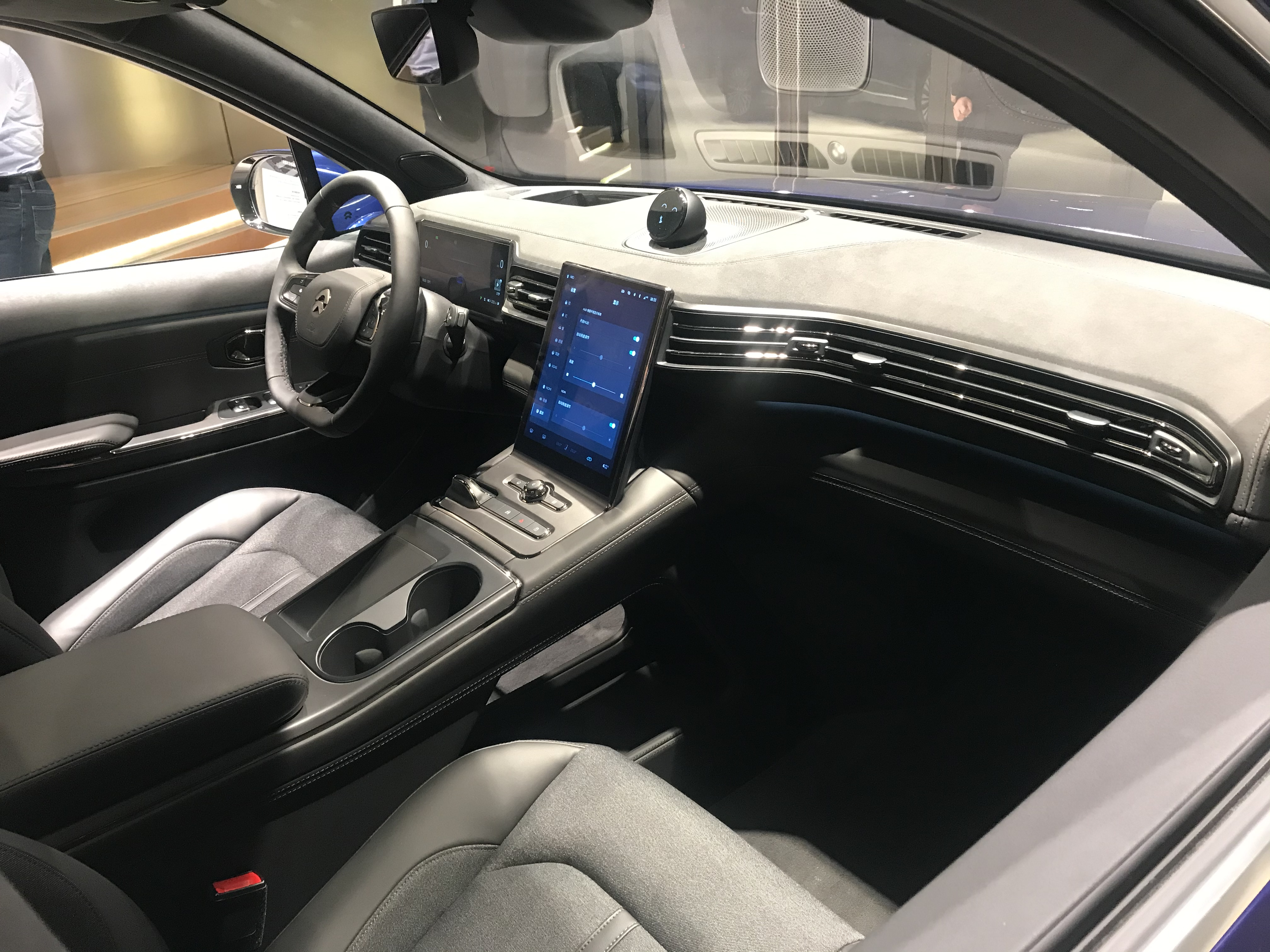
內飾

## 第二代

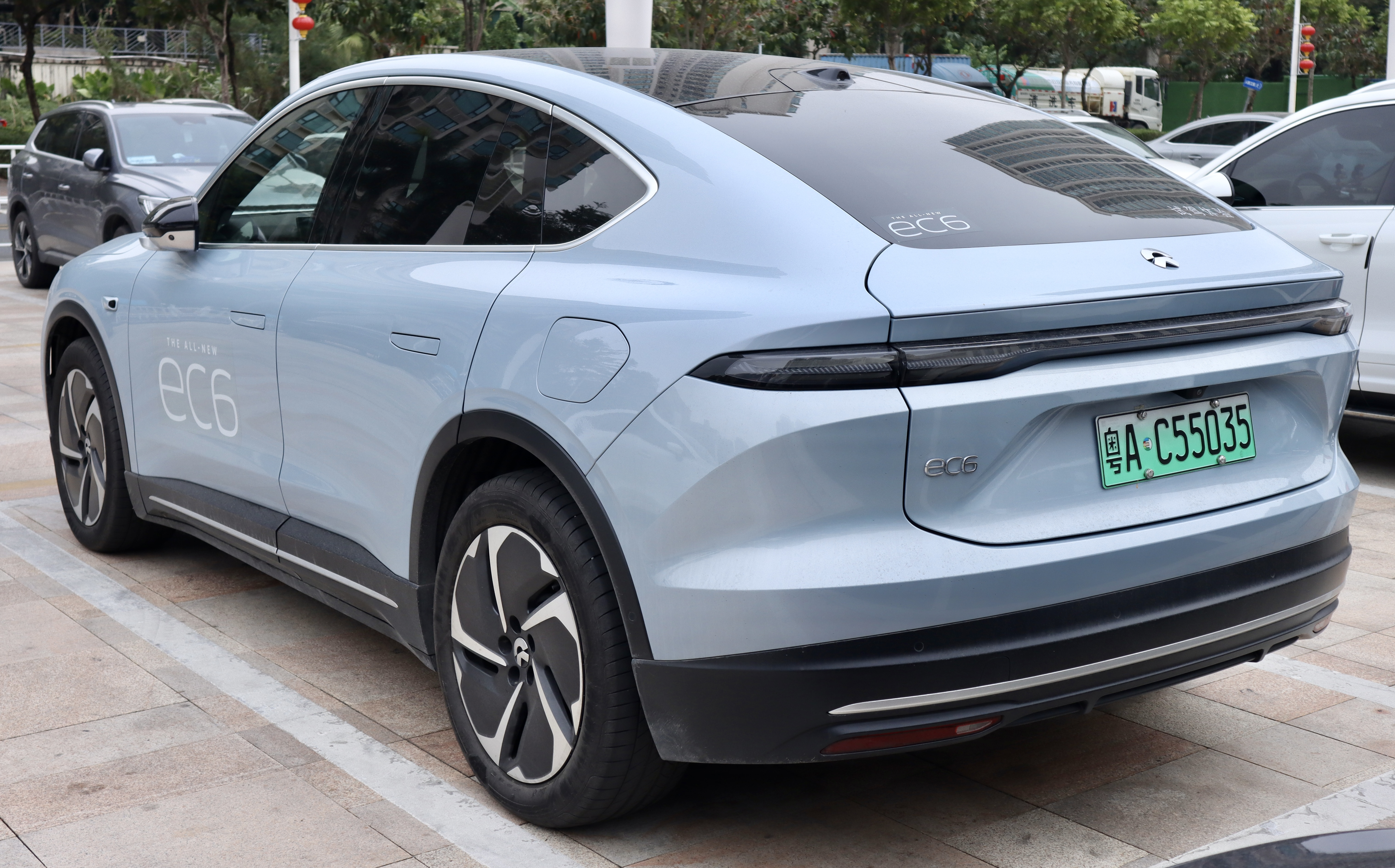
車尾